# Alpheus architectus
Alpheus architectus is een garnalensoort uit de familie van de Alpheidae. De wetenschappelijke naam van de soort is voor het eerst geldig gepubliceerd in 1897 door Johannes Govertus de Man.
Twee exemplaren van deze soort waren verzameld bij Atjeh in het huidige Indonesië.